# Арас сир Рон
Арас сир Рон (фр. Arras-sur-Rhône) насеље је и општина у источној Француској у региону Рона-Алпи, у департману Ардеш која припада префектури Турнон сир Рон.
По подацима из 2011. године у општини је живело 531 становника, а густина насељености је износила 90,15 становника/km². Општина се простире на површини од 5,89 km². Налази се на средњој надморској висини од 128 метара (максималној 388 m, а минималној 117 m).

## Демографија
| 1962. | 1968. | 1975. | 1982. | 1990. | 1999. | 2011. |
| ----- | ----- | ----- | ----- | ----- | ----- | ----- |
| 400   | 401   | 332   | 315   | 351   | 415   | 531   |

График промене броја становника у току последњих година